# Жене говоре (филм)
Жене говоре (енгл. Women Talking) је амерички драмски филм из 2022. који је написала и режирала Сара Поли. Заснован је на истоименом роману Мирјам Товс из 2018. године и инспирисан догађајима из стварног живота, који су се десили у  удаљеној и изолованој менонитској заједници у Боливији, у колонији по имену Манитоба. У филму играју Руни Мара, Клер Фој, Џеси Бакли, Џудит Ајви, Бен Вишо и Франсес Мекдорманд, која је такође продуцент филма.
Филм „Жене говоре“ је имао светску премијеру на 49. филмском фестивалу у Телуриду 2. септембра 2022. године, а објављен је у Сједињеним Државама преко одабраних биоскопа 23. децембра 2022. године, пре него што га је 27. јануара 2023. године у широком издању објавила компанија United Artists Releasing. Филм је добио похвале од критичара за сценарио и режију, глуму и музику. Национални одбор за ревизију и Амерички филмски институт прогласили су га једним од десет најбољих филмова 2022. године, а на 95. додели Оскара освојио је оног за најбољи адаптирани сценарио, док је био номинован и у категорији за најбољи филм.

## Радња
Године 2010. жене и девојке из неименоване, изоловане колоније менонита откривају да су мушкарци користили лек за смирење за краве да би их покорили и силовали. Нападачи су ухапшени и затворени у оближњем граду. Већина мушкараца из колоније путује да надгледа кауцију, остављајући жене саме на два дана да одлуче како ће даље. Оне одржавају плебисцит да одлуче да ли да остану и не раде ништа, остану и боре се, или оду.
Гласање је везано између останка, борбе и одласка. Једанаест жена из колоније удружују се на сенику да би донеле коначну одлуку, иако Лице са ожиљком, жена која „ништа не ради“, напушта састанак након што је разочарана дискусијом, водећи са собом своју неодлучну ћерку Ану и отпорну унуку Хелену. Август, школски учитељ у колонији и један од двојице преосталих мушкараца, придружује се женама да запише састанак, пошто ниједна од жена није научена да чита или пише. Други мушкарац је Мелвин, трансродни мушкарац који након силовања не говори, осим са млађом децом. Дакле, њему је препуштено да бди над њима и да их упозорава на било какав спољни развој.
Салом, која се управо вратила са путовања да прикупи антибиотике за своју четворогодишњу ћерку која је била нападнута, остаје непоколебљива у томе да остане и да се бори, мишљење које дели и Мејал. Она, која је трудна након силовања, такође предлаже да остану и да, након победе у борби, направе нови сет правила за колонију која би женама омогућила равноправност. Мариче, Гретина ћерка и Аутјеина мајка, се не слаже, верујући да је опроштај једина одржива опција. Да би ублажила сукоб, Она предлаже да Август направи један документ у којем се наводе предности и недостаци одласка, а други документ који чини исто за останак.
Седница је прекинута. Током паузе открива се да је Август из изопштене породице, али је недавно добио дозволу да се врати како би могао да буде учитељ дечацима из колоније. Август и Она су били добри пријатељи као деца и он од тада гаји осећања према њој.
Када се жене преброје за попис становништва 2010. године, сазнају да ће се Клас, Маричин насилни муж, вратити те вечери да прикупи још новца за кауцију. Састанак се наставља. Она и Мејал мењају мишљење у корист одласка. Салом остаје упорна у борби, љутито признајући да би радије убила мушкарце него да своју ћерку још више угрожава. Међутим, она мења своје мишљење након што ју је Агата, њена мајка, али и Она, подсетила на принципе њихове вере. Једини преостали неубеђени члан је Мариче. Долази до свађе између ње и осталих жена; открива се да је на Гретин наговор опростила злостављање свог мужа. Након што се Грета извини, Мариче пристаје да оде.
Њихови разлози за одлазак су преписани до августа: да обезбеде безбедност своје деце, да буду постојани у својој вери и да имају слободу мисли. Одлучују да покушају да са собом поведу дечаке од 15 година и млађе, али неће терати ниједног дечака старијег од 12 година. Спремају се да оду са изласком сунца, скривајући своје планове од Класа. Август, по Онајнином налогу, поставља документе у којима се наводе предности и мане напуштања и боравка на зидовима као „артефакт“ женског времена у колонији. Он такође изјављује своју љубав Они и даје јој мапу коју жене могу користити.
Пре него што оду, Мелвин говори Салом да је њен син тинејџер Арон побегао и сакрио се. Пронађен је, али се не може убедити да оде за довољно времена. Саломе кршећи правила њиховог одласка, умирује Арона, приморавајући га да оде са њима. Она то открива само Августу, који је разуме и не испитује. Замолио је да пази на Ону и открива намеру да се убије када жене нестану. Уместо тога, она га замоли да научи дечаке како треба да спречи свако даље насиље и даје му сврху. Хелена и Ана се придружују осталим женама, док Лице са ожиљком и Август посматрају како одлазе.

## Улоге
- Руни Мара као Она
- Клер Фој као Салом
- Џеси Бакли као Мариче
- Џудит Ајви као Агата
- Шила Мекарти као Грета
- Мишел Меклод као Мејал
- Кејт Холет као Аутје
- Лив Мекнил као Нијетје
- Август Винтер као Мелвин
- Бен Вишо као Август
- Франсес Макдорманд као Лице са ожиљком
- Кира Гилјен као Ана
- Шејла Браун као Хелена
- Емили Мичел као Мипp
- Натанијел Мекпарланд као Арон
- Илај Хам као Клас